# Nicsak, ki beszél!
A Nicsak, ki beszél! (eredeti cím: Look Who's Talking) 1989-ben bemutatott amerikai romantikus / családi filmvígjáték, amely a nagy sikerű Nicsak, ki beszél! trilógia első része. Az élőszereplős játékfilm rendezője és írója Amy Heckerling, producere Jonathan D. Krane, zeneszerzője David Kitay. A főszerepben John Travolta, és Kirstie Alley láthatóak, mint Mikey kisbaba (Bruce Willis hangján). A mozifilm készítője a M.C.E.G. Productions, forgalmazója a TriStar Pictures.
Amerikában 1989. október 13-án, Magyarországon 1990. április 12-én mutatták be a mozikban. Folytatása, a Nicsak, ki beszél még! 1990-ben jelent meg.

## Rövid történet
Egy egyedülálló, karrierista nő megszüli egy nős férfi gyermekét, majd új romantikus esélyt talál egy taxisofőrben. Az újszülött kisfiú gondolatai mondják el a történetet.

## Szereplők
| Szereplő                         | Eredeti hang     | Magyar hang                |
| -------------------------------- | ---------------- | -------------------------- |
| Mikey                            | Bruce Willis     | Mikó István                |
| Julie                            | Joan Rivers      | Kocsis Mariann             |
| Megan, a baba                    | Christy Smith    | Győry Franciska            |
| Lány baba a kórházban            | N/A              | Csere Ágnes                |
| Lány baba a homokozóban          | N/A              | Andresz Kati               |
| Hang a TV-ben                    | N/A              | Wohlmuth István            |
| Fiú babák a kórházban            | N/A              | Izsóf Vilmos Juhász Jácint |
| Szereplő                         | Színész          | Magyar hang                |
| James Ubriacco                   | John Travolta    | Gáti Oszkár                |
| Mollie                           | Kirstie Alley    | Bánsági Ildikó             |
| Mikey                            | Lorne Sussman    | Vajda Marcell              |
| Albert                           | George Segal     | Végvári Tamás              |
| Rosie                            | Olympia Dukakis  | Tolnay Klári               |
| Vincent nagypapa                 | Abe Vigoda       | Csákányi László            |
| Rona                             | Twink Caplan     | Kovács Nóra                |
| Melissa                          | Joy Boushel      | Spilák Klára               |
| Dr. Fleisher                     | Don S. Davis     | Konrád Antal               |
| Lou                              | Louis Heckerling | Izsóf Vilmos               |
| Albert titkárnője                | Brenda Crichlow  | Prókai Annamária           |
| Taxit fogó utas                  | Douglas Tuck     | Balázsi Gyula              |
| Munkás az úttesten               | Alex Bruhanski   | Antal László               |
| Felvételes nővér                 | Casey Grant      | Kiss Erika                 |
| Kórházi dolgozó                  | Oscar B. Ramos   | Szabó Sipos Barnabás       |
| Fiatal orvos                     | Jeff Irvine      | Nagy Gábor                 |
| Nővér                            | Shirley Barclay  | Bessenyei Emma             |
| Altatóorvos                      | William B. Davis | Vass Gábor                 |
| Türelmetlen férfi                | David Berner     | Fülöp Zsigmond             |
| Pedáns férfi                     | Jerry Wasserman  | Trokán Péter               |
| Carrie                           | Daliah Novak     | Hegyi Barbara              |
| Lupe                             | Zena Daruwalla   | Csere Ágnes                |
| Harry                            | Nicholas Rice    | Varga T. József            |
| Mr. Russ                         | Neal Israel      | Helyey László              |
| Bo Franklin, öregotthon-igazgató | Blu Mankuma      | Kránitz Lajos              |
| Gondozók az öregotthonban        | Dee Jay Jackson  | Kiss Gábor                 |
| Gondozók az öregotthonban        | N/A              | Jakab Csaba                |
| Újdonsült apuka                  | N/A              | Szokol Péter               |

## Érdekességek
- Ez az egyetlen TriStar Pictures-film, melyben a logóban látható ló megszólal.
- A Fox Family csatornán John Travolta szerepében James Ubriacco volt a taxisofőr.
- A film Magyarországon az 1990-es év legnézettebb bemutatója volt.